# Proteinurie
Unter Proteinurie versteht man die übermäßige Ausscheidung von Proteinen über den Urin. Die Grenze für eine normale (physiologische) Proteinausscheidung wird mit weniger als 150 Milligramm pro Tag angesetzt. Eine erhöhte Proteinausscheidung kann ein harmloses, vorübergehendes Ereignis sein und wird dann als benigne reversible Proteinurie bezeichnet. Anhaltend erhöhte Proteinmengen im Urin sind allerdings nicht nur die Folge verschiedener Erkrankungen, sondern auch eine wichtige eigenständige Ursache für das Fortschreiten einer Nierenerkrankung.
Eine Unterform der Proteinurie ist die Albuminurie (siehe Bestandteile), so z. B. die Marschalbuminurie als harmlose Begleiterscheinung der Sporthämaturie.

## Grundlagen
Erstmals wissenschaftlich nachgewiesen wurden Proteine im Urin (und damit die Möglichkeit einer verminderten „Eiweißdichtigkeit“ der Niere) 1770 von Domenico Cotugno. Die zuvor zufällig erfolgte Beobachtung und erste Beschreibung der Albuminurie durch Frederik Dekkers (1644–1720) hatte keine Auswirkungen auf die damalige Praxis gehabt und war in Vergessenheit geraten. Einen Zusammenhang von Albuminurie bei „Wassersucht“ und Nierenerkrankungen beobachteten auch der schottisch-amerikanische Arzt William Charles Wells und der englische Arzt John Blackall (1771–1860).
Eine wichtige Funktion der Nieren ist das Filtern des Blutplasmas, dies geschieht in den Glomerula der Nierenkörperchen. Proteine ab einer Molekülmasse von 80 Kilodalton (kDa) – beispielsweise Globuline – werden durch diesen „Filter“ zurückgehalten. Dagegen passieren Stoffe bis zu einer Molekülmasse von 6–15 kDa diese Barriere. Neben dieser Größenselektivität gibt es auch eine Ladungsselektivität, die stark negativ geladene Proteine zurückhält.
Albumin mit seiner Molekülmasse von 66–69 kDa wird zu 99,97 % zurückgehalten. Der Siebkoeffizient für Albumine liegt somit bei unter 0,001. Grund ist die starke negative Ladung des Albuminmoleküls, die eine vermehrte Filtration verhindert. Für gleich große Moleküle mit fehlender oder gar positiver Ladung ist der glomeruläre Filter durchlässiger.
Die in den Primärharn gelangenden Proteine werden in makro- und mikromolekulare Proteine eingeteilt, wobei die Grenze bei der Molekülmasse des Albumin gezogen wird. Diese Proteine werden im proximalen Tubulus zu 96 Prozent rückresorbiert. Die Aufnahme erfolgt über die Vermittlung der Rezeptoren des Megalin-Cubilin-Komplexes als eine spezifische, ATP-abhängige Endozytose. Es gelangen also auch unter physiologischen Bedingungen geringe Mengen an Proteinen in den Endharn.

## Pathophysiologie
Die Ursachen einer pathologischen Proteinurie sind Veränderungen, die bei der eigentlichen Urinbildung zum Tragen kommen oder mit dieser selbst nichts zu tun haben. Erstere werden als renale Formen in glomeruläre und tubuläre Proteinurien, letztere in prärenale (beziehungsweise präglomeruläre) und postrenale Formen unterteilt.
Die prärenal gelegenen Ursachen führen zu einem Überangebot an Proteinen und damit zu einer sogenannten Überlaufproteinurie. Mit diesen pathologisch erhöhten Konzentrationen von (niedermolekularen) Proteinen im Serum kommt es konsequenterweise zu einer vermehrten Filtration und einem Überschreiten der Kapazität zur Resorption dieser Proteine im proximalen Tubulus.
Eine im Glomerulum lokalisierte Störung – meist handelt es sich dabei um eine Entzündung (Glomerulonephritis) – bewirkt einen durchlässigeren Filter, sodass die Resorptionskapazität im Tubulus ebenso überschritten wird.
Bei Störungen der Tubuluszellfunktion ist primär die Rückresorption von Proteinen beeinträchtigt. Auch normale Konzentrationen von Eiweißen im Primärharn führen damit zu einer signifikanten Proteinurie.
Bei postrenalen Störungen stammen die Proteine aus den ableitenden Harnwegen.
Bei einer Proteinausscheidung im Urin von mehr als 3–3,5 g pro 24 Stunden, bei Kindern von mehr als 1 g pro m² Körperoberfläche und 24 Stunden, wird von einer sogenannten großen Proteinurie gesprochen. Diese führt in der Regel zur Entstehung eines nephrotischen Syndroms.

## Ätiologie
Ursächlich für die Entstehung einer Proteinurie sind:
- akute und chronische Glomerulonephritiden,
- Stoffwechselerkrankung wie der Diabetes mellitus,
- Systemkrankheiten wie Amyloidose, systemischer Lupus erythematodes u. a.,
- kardiale und vaskuläre Ursachen, v. a. die arterielle Hypertonie,
- hämatologische Erkrankungen wie die Sichelzellenanämie oder das Multiple Myelom,
- angeborene Erkrankungen wie das kongenitale nephrotische Syndrom oder das Alport-Syndrom,
- Komplikationen der Schwangerschaft wie die Präeklampsie,
- eine Nierentransplantation, insbesondere auch eine chronische Transplantatabstoßung
- Medikamente oder Gifte,
- Allergene,
- Mikroorganismen, Viren, Knochenmarksentzündungen.

## Bestandteile
Neben der Menge ist auch die Zusammensetzung der Proteine von Bedeutung. So kann auch bei geringfügiger Proteinurie eine Erkrankung vorliegen, wenn ein pathologisches Verteilungsmuster vorliegt. Dies gilt besonders bei systemischen Erkrankungen wie einem Diabetes mellitus, einer arteriellen Hypertonie oder einem Lupus erythematodes.
Von 500 im Urin gesunder Personen vorhandenen Proteinen ist ein Großteil noch nicht identifiziert, wobei empfindlichere Messmethoden wie Radioimmunassay oder Nephelometrie Abhilfe schaffen.
Die wichtigsten Harnproteine sind
- Albumin,
- Globuline (Alpha-1-Mikroglobuline und Alpha-2-Makroglobuline),
- Uromodulin (= Tamm-Horsfall-Protein), das in der Niere gebildete mengenmäßig wichtigste physiologische Protein,
- Antikörperleichtketten (Kappa- und Lambda-Leichtketten).

Albumin:
Albumin kann ebenso bei Störungen der glomerulären Filtration wie bei einer mangelnden tubulären Rückresorption vermehrt ausgeschieden werden. Eine klinisch isolierte Albuminausscheidung wird als Albuminurie, die mit gängigen Harnstreifen nicht feststellbare, bei einer Zuckerkrankheit aber klinisch bedeutsame geringfügige Albuminausscheidung als Mikroalbuminurie bezeichnet.

## Medizinische Bedeutung
Menschen, bei denen eine vermehrte Ausscheidung von Albumin im Urin nachgewiesen wird, haben ein erhöhtes Risiko, im weiteren Verlauf einen fortschreitenden Verlust der Nierenfunktion bis hin zum dialysepflichtigen Nierenversagen zu erleiden.
Bei gegebener Nierenfunktion steigt mit zunehmender Proteinurie die Mortalität sowie das Risiko, einen Herzinfarkt zu erleiden.
Eine nach Kochen und Essigsäurezusatz entstehende milchige Trübung des proteinreichen Urins erkannte bereits der Leidener Arzt Frederik Dekkers (1648–1720). Die erste genaue Beschreibung und damit die eigentliche Entdeckung der Albuminurie erfolgte durch den Militärarzt und Chemiker William Cruikshank mit dessen Experiments on Urine and Shugar, die 1797 von John Rollo veröffentlicht wurden. Darin unterscheidet Cruikshank bei der Wassersucht ein Form als allgemeine Krankheit und eine als Erkrankung der Eingeweide, die vor allem von der Leber ausgeht. Auch der italienische Arzt Domenico Cotugno (1736–1822) führte bereits einen durch Hitzefällung herbeigeführten Albuminnachweis im Urin von „Wassersüchtigen“ durch. Als wichtiges Diagnosekriterium wurde die zusammen mit Ödemen auftretende Proteinurie dann 1827 von Richard Bright (1789–1857) etabliert. Der französische Arzt Fernand Martin Solon (1795–1856) schlug 1837 für die mit albuminösem Harn einhergehende neue Krankheit (von Rayer Nephritis albuminosa genannt) den Namen Albuminurie vor.

## Weiterführende und ältere Literatur
- B. Antoine: Die Geschichte der Albuminurie. In: Abottempo. 2, 1970, S. 10–13.
- William Dock: Some early Observers of Albuminuria. In: Ann. med. Hist. Band 4, 1922, S. 287–290.
- Frederik A. Mahomed: The Etiology of Bright’s Disease and the Praealbuminuric Stage. In: Med.-chir. Transactions. Neue Folge 39, 1874, S. 197–228.